# Fomin (rejon zawietiński)
Fomin (ros. Фомин) – chutor w Rosji, w obwodzie rostowskim, w rejonie zawietińskim. W 2010 liczyła 1050 mieszkańców.